# 马池口地区
马池口地区是中华人民共和国北京市昌平區下辖的一个地区办事处，同时保留马池口镇名称，其行政事务机构实行“一套人马，两块牌子”的体制，地区办事处与镇政府合署办公。

## 行政区划
马池口地区下辖以下地区：
念头社区、马池口村、东坨村、西坨村、东闸村、北庄户村、楼自庄村、土城村、横桥村、白浮村、下念头村、宏道村、上念头村、百泉庄村、奤夿屯村、亭自庄村、北小营村、乃干屯村、丈头村、辛店村、土楼村和葛村。

## 交通
- 京包铁路、西北环线联络线、东北环线、京张城际铁路、京通铁路：昌平站